# Toetsingsrecht
Toetsingsrecht is het recht dat de rechterlijke macht toekomt om wetten en lagere regelgeving van bijvoorbeeld gemeente, provincie of waterschap, te toetsen aan een wet van een hogere orde, zoals een grondwet of een internationaal verdrag. Dat betekent dat de rechter mag beoordelen of de betreffende regelgeving in overeenstemming is met de hogere wet of het verdrag. De meeste Europese landen kennen de nationale rechter of een constitutioneel hof dit recht toe. Nederland vormt hierop een uitzondering.

## Nederlandse situatie
Het Nederlandse staatsbestel is een constitutionele monarchie met ministeriële verantwoordelijkheid en een parlementair stelsel, gebaseerd op de beginselen van de democratische rechtsstaat en de garantie dat grondrechten van burgers worden gerespecteerd. De regels voor de constitutie zijn opgenomen in het Statuut voor het Koninkrijk der Nederlanden, de Grondwet en in zogenaamde organieke wetten zoals de Gemeentewet, de Comptabiliteitswet 2016 en de Wet op de Raad van State. De Staten-Generaal en de regering als wetgevende macht (artikel 81 van de Grondwet) toetsen bij de totstandkoming van wet- en regelgeving of voorgenomen bepalingen niet strijdig zijn met grondrechten. Hetzelfde geldt voor de uitvoer van wet- en regelgeving in algemene zin. Wat betreft de uitvoer in individuele gevallen toetst de rechter of wetten en verdragen juist zijn toegepast in de specifieke zaak die voor de rechter is gebracht.
De Nederlandse rechter mag regels van nationale wetgeving niet aan de Grondwet toetsen; dit verbod is opgenomen in artikel 120 van de Grondwet, dat luidt:
"De rechter treedt niet in de beoordeling van de grondwettigheid van wetten en verdragen."
De formulering van deze bepaling komt uit de Grondwet van 1953 (artikel 60), maar werd pas met de Grondwet van 1983 een zelfstandig artikel. De achterliggende opvatting gaat terug op de Grondwet van 1848, waarin stond dat wetten onschendbaar zijn. De reden is dat een wet geacht werd het "unanieme gevoelen van de koning en de twee kamers van de Staten-Generaal", ofwel de volksvertegenwoordiging uit te drukken, en dat aan de wet de interpretatie van de grondwet moet worden gelaten, "die niets anders is dan de zindelijke toepassing van de artikelen van de grondwet van het koninkrijk", zoals de grondwetscommissie het destijds uitdrukte. De volksvertegenwoordiging, die als enig orgaan in Nederland beslist over de formele wetten, kreeg dus als enige de staatsrechtelijke bevoegdheid en taak, hoogste uitlegger van de Grondwet te zijn. Derhalve komt toetsing van formele wetten aan de Grondwet in Nederland alleen toe aan de formele wetgever (regering, Tweede Kamer en Eerste Kamer der Staten-Generaal).
Nederland is met haar verbod voor constitutionele toetsing door de rechter een uitzondering in Europa, waar veel staten zijn die voorheen op autoritaire wijze werden geregeerd, wat betekende dat wetten daar voorheen door één persoon konden worden uitgevaardigd. Na de omwenteling naar een democratie in deze landen, wilde men een zekerheidsventiel inbouwen en toetsing aan de constitutie niet alleen aan de wetgever overlaten, maar aan een constitutioneel hof.
Regelgeving van andere instanties dan de formele wetgever, zoals koninklijke besluiten, algemene maatregelen van bestuur en verordeningen van provincies, waterschappen, gemeenten en andere bestuurlijke lichamen, mag wèl door de rechter aan de Grondwet, Statuut en rechtsbeginselen worden getoetst. Daarnaast mag de rechter, beter gezegd móét de rechter, de wet toetsen aan een ieder verbindende bepalingen van internationale verdragen (art. 94 van de Grondwet).

### Jurisprudentie
De Nederlandse Hoge Raad heeft het toetsingsverbod streng uitgelegd: de rechter mag de wet niet toetsen aan de Grondwet, maar evenmin aan het Statuut voor het Koninkrijk. Verder verbiedt het toetsingsverbod, te toetsen of formele wetten volgens de door de Grondwet voorgeschreven procedure tot stand zijn gekomen.
In twee uitspraken van 1 maart 2023 sloot de de Afdeling bestuursrechtspraak van de Raad van State toetsing van formele wetten aan de Grondwet om principiële redenen uit, maar achtte — na exceptieve of rechtstreekse toetsing — contra-legemtoepassing in uitzonderingssituaties mogelijk.
Wanneer de Raad van State de regering adviseert over een wetsvoorstel, zal de Raad zich er wel over uitlaten als hij meent dat het voorgelegde voorstel in strijd met de Grondwet is; dit is dus een vorm van "preventieve toetsing", ook al is het oordeel van de Raad van State niet bindend. Wel bindend voor de wetgever is, dat voorgenomen nationale wetgeving niet in strijd mag zijn met de Grondwet en internationale verdragen.
In een uitspraak van 8 maart 2023 beriep de Rechtbank Den Haag zich mede op tradities.

### Wijzigingsvoorstellen parlement
Aangezien D66 en GroenLinks vinden dat er al bij het wetgevingstraject, maar ook in de rechtspraak, te weinig rekening gehouden wordt met de sociale grondrechten, de mensenrechtenverdragen en milieu- en emancipatie-effecten van regelgeving, dringen zij er op aan een toetsingsrecht aan de Grondwet en het Statuut van het Koninkrijk in te voeren in de rechtspraak. Voor een burgerlijke partij zou het daardoor mogelijk worden de Nederlandse wetgeving door de Nederlandse rechter te laten toetsen en middels jurisprudentie te laten corrigeren.
Bij D66 is dit al sinds het ontstaan van de partij een speerpunt van het beleid, bij GroenLinks is het standpunt met name uitgedragen sinds 2002, toen Femke Halsema het Wetsvoorstel-Halsema constitutionele toetsing indiende. Dit wetsvoorstel beoogde een wijziging van de Grondwet die uitzonderingen op artikel 120 mogelijk zou maken. Daardoor zou beperkte rechterlijke toetsing van Nederlandse formele wetten aan de Grondwet mogelijk worden. Het betrof dan met name toetsing aan grondwetsartikelen die te maken hebben met klassieke grondrechten: afweerrechten, gelijkheidsrechten en participatierechten. Het wetsvoorstel werd in eerste lezing door de Tweede en Eerste Kamer aangenomen, maar in 2018 ingetrokken omdat de tweede lezing te lang op zich had laten wachten.
Verschillende politieke partijen pleiten voor het wijzigen of afschaffen van artikel 120 om constitutionele toetsing mogelijk te maken, vaak in combinatie met de invoering van een constitutioneel hof. Hierop bestaat als kritiek dat  beslissingen over een wet dan te veel in handen van onafhankelijke deskundigen kan komen te liggen terwijl juist ook de discussie over normen, waarden en morele kwesties bij de volksvertegenwoordiging hoort te liggen. Rechters worden niet gekozen en zouden zo politieke macht krijgen. Oprichten van een apart constitutioneel hof schiet volgens critici zijn doel voorbij.

## Belgische situatie
In België ligt de situatie ingewikkelder. Aangezien het land na vele staatshervormingen zowel federale als - per taalregio - gewestelijke als gemeenschappelijke bevoegdheidsniveaus heeft, is het principe van checks and balances toegepast om belangenconflicten tussen de diverse taalgroepen te voorkomen. 
Elk parlement of gewestraad in België – zowel het Vlaams, het Waals, het Duitstalig als het Brussels – kan bij de vaststelling van wetten, besluiten of decreten tevoren advies vragen aan de Raad van State en bij een communautair belangenconflict het Grondwettelijk Hof achteraf om een dirigerende uitspraak vragen. In geval van zo'n conflict kan tijdens de parlementaire behandeling – zelfs als dat gebeurt in een ander parlement – de alarmbelprocedure ingezet worden.
Ook een lagere rechtbank kan de rechtsregels (zowel bij wetten als decreten) zelf in vraag stellen in het kader van een juridische procedure. Dit gebeurt dan door een prejudiciële vraag te stellen aan het Grondwettelijk Hof. Omdat het antwoord op deze vraag vaak cruciaal is voor het lopend proces voor de lagere rechtbank, wordt de procedure bij die rechtbank dan ook stilgelegd tot het antwoord op de prejudiciële vraag bekend is. Bij ordonnanties kan dit zelfs buiten deze prejudiciële vraagstellende procedure: rechters kunnen zelf een rechtsregel uit een ordonnantie buiten toepassing laten in een geding indien ze zelf vaststellen dat de rechtsregel in strijd is met een grondwettelijke bepaling (met uitzondering van de bepalingen waarover het Grondwettelijk Hof het toetsingsrecht beschikt).

## Verenigde Staten
In de Verenigde Staten kan het Hooggerechtshof (Supreme Court) wetten, besluiten en rechterlijke uitspraken van lagere rechters aan de Grondwet toetsen en er zelfs een interpretatie aan geven. Dit toetsingsrecht, dat ook nietigverklaring inhoudt, staat niet expliciet in de grondwet. Het is een jurisprudentiële constructie, ingevoerd onder impuls van opperrechter John Marshall door het arrest Marbury v. Madison van 24 februari 1803.

## Andere landen
In Duitsland kan het Bundesverfassungsgericht rechterlijke besluiten en zelfs wetten in abstracto aan de Grondwet toetsen. Dit gerecht waakt er echter voor geen politieke besluiten te nemen waar het niet democratisch voor gelegitimeerd is ("Parlamentsvorbehalt"). Wordt een wet strijdig bevonden met de grondwet, dan krijgt het Parlement doorgaans de opdracht op bepaalde termijn met een betere wet te komen. Na die termijn vervalt de gewraakte wet. Het parlement kan besluiten niet met een nieuwe wet te komen, en dan vervalt de wet zonder dat er een andere wet voor in de plaats komt. Dit gebeurde bijvoorbeeld met de wetgeving aangaande de vermogensbelasting, die volgens de rechter discriminerend was.
De Duitse grondwet regelt ook de bevoegdheden van de bondsregering in Berlijn, net zoals de Amerikaanse grondwet de bevoegdheden van de federale regering in Washington DC afbakent. In Duitsland zijn de deelstaten autonoom, voor zover de Grondwet niet anders bepaalt. Daarvoor staan er in de Duitse grondwet lijsten van bevoegdheden die geheel of gedeeltelijk aan de bondsregering in Berlijn toekomen. Anders dan in een eenheidsstaat als Nederland is de Bondsregering (evenmin als de federale regering in Washington) dus niet eindverantwoordelijk voor "alles".
In federale staten als Duitsland en de VS is de grondwet als het ware een verdrag van de deelstaten, en kan dus slechts gewijzigd worden als voldoende deelstaten instemmen (in de VS via "amendments" die aan de grondwet worden toegevoegd). Daarvoor is een (gekwalificeerde) meerderheid in Bundestag en Bundesrat of het Amerikaanse Congress dus niet voldoende.        
In Frankrijk geeft het Conseil constitutionnel (Constitutioneel Hof) na de tweede stemming in het parlement een toetsing aan de Grondwet. Indien deze toetsing negatief uitvalt gaat de wet terug naar het parlement.